# Mattia Desole
Mattia Elia Desolé (Zürich, Suiza, 5 de octubre de 1993) es un exfutbolista y corredor de seguros suizo-italiano de origen venezolano. Su último equipo fue el Freienbach de la Quinta División de Suiza. 
Es hermanastro de Frank y Rolf Feltscher, ambos futbolistas de la selección de Venezuela.

## Trayectoria
Empezó su carrera en el Grasshopper, jugando en las categorías sub-15 y sub-17 de dicho club. En el 2009 pasa a integrar las filas del Inter de Milán sub-17, sin embargo el mismo año es fichado por el AC Milan con miras a comenzar un recambio generacional en el club.
Debutó profesionalmente el 30 de septiembre de 2012 en la victoria 2:1 del Monza ante el Bellaria Igea de la Lega Pro Seconda Divisione, sustituyendo a Andrea Gasbarroni a los 83'.
En el 2013 pasa al Foligno de la Lega Pro Seconda Divisione, luego de disputar seis partidos con el Monza, entrando todos como suplente y disputando un total de 36 minutos.

## Selección nacional

### Selección suiza
Ha sido internacional con Suiza en las categorías sub-17 y sub-19, siendo capitán en el Campeonato Europeo Sub-17 de la UEFA 2010. En total, jugó 20 partidos y marcó 5 goles con las selecciones juveniles de Suiza.
Luego de que sus hermanastros Frank y Rolf dejarán atrás su pasado en las selecciones juveniles de Suiza y acudieran al llamado de la Selección de fútbol de Venezuela en 2011, y al estar su padre casado con una venezolana (madre de los Feltscher), éste comenzó a tramitar el pasaporte venezolano.
Sin embargo, no pudo jugar más al fútbol por una lesión  y se dedicó a  ser corredor de seguros.

## Clubes

### Juvenil
| Club           | País   | Año       | PJ | Goles |
| -------------- | ------ | --------- | -- | ----- |
| Grasshopper    | Suiza  | 2007-2009 |    |       |
| Inter de Milán | Italia | 2009-2010 |    |       |
| AC Milan       | Italia | 2010-2012 |    |       |

### Profesional
| Club             | País   | Año       | PJ | Goles |
| ---------------- | ------ | --------- | -- | ----- |
| Monza (Cedido)   | Italia | 2012-2013 | 6  | 0     |
| Foligno (Cedido) | Italia | 2013      | 4  | 0     |
| Chiasso (Cedido) | Suiza  | 2013-     | 4  | 0     |